# Szlak dookoła Wrocławia im. doktora Bronisława Turonia
Szlak dookoła Wrocławia im. doktora Bronisława Turonia – żółty, oznakowany, pieszy szlak turystyczny, którego większość  odcinków można przebyć także rowerem. Położony na Nizinie Śląskiej, przebiega przez wsie leżące w pobliżu Wrocławia i przez niektóre jego peryferyjne osiedla.
Szlak ma długość 141 km i składa się z dziesięciu odcinków, których punkty wyjściowe i końcowe zostały zlokalizowane w miejscowościach do których można dojechać komunikacją publiczną. Podzielony jest na dwie części – północną i południową, ponieważ brak jest stałych przepraw przez Odrę zarówno powyżej, jak i poniżej miasta, które byłyby dostępne  dla ruchu pieszego (w momencie projektowania szlaku) oraz częściowo wyznakowany odcinek dodatkowy  o długości 14,6 km, łączący koniec odcinka północnego z początkiem odcinka południowego, prowadzący przez  śluzę na Odrze w Ratowicach. Za przebycie każdego odcinka przyznawana jest przez Oddział PTTK Wrocław-Fabryczna odznaka turystyczna.

## Historia
Projekt utworzenia pieszego szlaku turystycznego w okolicach Wrocławia powstał w 1967 roku, a jego autorem był Zbigniew Szkolnicki, członek Oddziału Wrocławskiego PTTK. Szlak został wyznakowany w 1975 roku przez członków Szkolnego Koła Krajoznawczo-Turystycznego „Skrzaty” przy Szkole Podstawowej nr 46, pod nadzorem opiekunki Marii Balkowskiej. W roku 1986, dla upamiętnienia działacza OW PTTK Bronisława Turonia, szlak nazwano jego imieniem.

## Zabytki na szlaku
Na przebiegu szlaku rejestr zabytków Narodowego Instytutu Dziedzictwa odnotowuje następujące obiekty:
- Uraz → ruiny zamku
- Uraz → kościół św. Michała Archanioła
- Kotowice → kościół św. Marcina
- Wrocław-Widawa → kościół św. Anny
- Wrocław-Pawłowice → pałac Kornów
- Pruszowice → dwór
- Domaszczyn → kościół Podwyższenia Krzyża Świętego
- Domaszczyn → Dom Łowczego
- Szczodre → pałac Sybilli
- Długołęka → kościół św. Michała Archanioła
- Chrząstawa Wielka → kościół Niepokalanego Poczęcia Najświętszej Maryi Panny
- Wojnowice → kościół św. Wawrzyńca
- Ratowice → śluza z początku XX wieku
- Święta Katarzyna → sanktuarium Matki Bożej Częstochowskiej
- Biestrzyków → rycerska wieża mieszkalna
- Ślęza → dwór z wieżą mieszkalną (Muzeum Motoryzacji Topacz w Ślęzie)
- Bielany Wrocławskie → kościół św. Andrzeja Apostoła
- Tyniec Mały → kościół Wniebowzięcia Najświętszej Maryi Panny
- Jaszkotle → kościół Wniebowstąpienia Pana Jezusa
- Skałka → kościół św. Marii Magdaleny
- Wrocław-Jerzmanowo → kościół św. Jadwigi
- Wrocław-Leśnica → zamek
- Wrocław-Leśnica → kościół św. Jadwigi
- Lutynia → kościół św. Józefa Oblubieńca Najświętszej Maryi Panny
- Mrozów → kościół Najświętszej Maryi Panny Zwycięskiej
- Wojnowice → gotycko-renesansowy nawodny zamek
- Brzezina → kościół Najświętszej Maryi Panny Różańcowej

## Przebieg szlaku
Szlak otacza Wrocław, prowadzi przez 3 powiaty: trzebnicki, wrocławski i średzki, a w dwóch miejscach wkracza w administracyjne granice miasta i jego peryferyjne osiedla. Szlak jest podzielony na dwie części – północną i południową ze względu na brak stałych przepraw przez Odrę dostępnych w momencie projektowania szlaku dla ruchu pieszego, zarówno powyżej, jak i poniżej miasta.

### Odcinek północny
| Odległość | Atrakcje                              | Punkt             | Skrzyżowania szlaków                                            | Dojazd |
| --------- | ------------------------------------- | ----------------- | --------------------------------------------------------------- | --- |
| 0,0 km    | zamek · kościół                       | Uraz              | Uraz – Kąty Wrocławskie Uraz – Lubiąż Trzebnicka pętla rowerowa | PKS Wołów Oborniki Śląskie, Wrocław. |
| 6,7 km    | kościół                               | Kotowice          | Trzebnicka pętla rowerowa biegnie z Urazu inną trasą            | PKS Wołów Oborniki Śląskie, Wrocław. |
| 9,4 km    | kościół                               | Paniowice         | Trzebnicka pętla rowerowa                                       | PKS Wołów Wołów, Wrocław. |
| 12,2 km   | kolej                                 | Szewce PKP        | Trzebnicka pętla rowerowa odchodzi w kierunku Strzeszowa        | Przewozy Regionalne Jelenia Góra, Leszno, Olsztyn, Poznań, Rawicz, Wrocław                                                                |
| 14,3 km   | dwór · kościół · kolej                | Wrocław-Świniary  |                                                                 | MPK Wrocław linie 105 i 246 · Przewozy Regionalne Jelenia Góra, Leszno, Olsztyn, Poznań, Rawicz, Wrocław                                  |
| 18,5 km   | grodzisko · kościół                   | Wrocław-Widawa    | Wrocław – Oborniki Śląskie                                      | MPK Wrocław linie 308 i 908 |
| 20,5 km   |                                       | Krzyżanowice      | Wrocław – Trzebnica                                             | MPK Wrocław linia 130 |
| 26,8 km   | dwór · park · pomnik przyrody · kolej | Wrocław-Pawłowice | Bałtyk – Adriatyk przychodzi z Trzebnicy                        | MPK Wrocław linia 130 |
| 28,0 km   | kolej                                 | Wrocław-Zakrzów   | Bałtyk – Adriatyk odchodzi w kierunku centrum Wrocławia         | MPK Wrocław linia 128 |
| 31,9 km   | kościół · dwór                        | Pruszowice        |                                                                 | Sevibus linia 934 |
| 34,6 km   | kościół · dwór                        | Domaszczyn        |                                                                 | Sevibus linia 914 i 934 |
| 37,2 km   | dwór · pomnik przyrody                | Szczodre          | Długołęka – Krotoszyn przychodzi z kierunku Łoziny              | Sevibus linia 904 914 i 914a |
| 38,9 km   | kościół · kolej                       | Długołęka         | Długołęka – Krotoszyn                                           | Sevibus linia 904, 914 i 914a · Przewozy Regionalne Kluczbork, Krotoszyn, Lubliniec, Łódź Kaliska, Oleśnica, Ostrów Wielkopolski, Wrocław |
| 41,7 km   | dwór                                  | Kamień            |                                                                 | Sevibus linia 914, 914a i 944 |
| 47,0 km   | kaplica                               | Raków             |                                                                 | Sevibus linia 914a, 921 i 944 |
| 49,5 km   |                                       | Oleśniczka        |                                                                 | Sevibus linia 921 |
| 61,6 km   | kościół                               | Chrząstawa Wielka |                                                                 | Sevibus linia 845 |

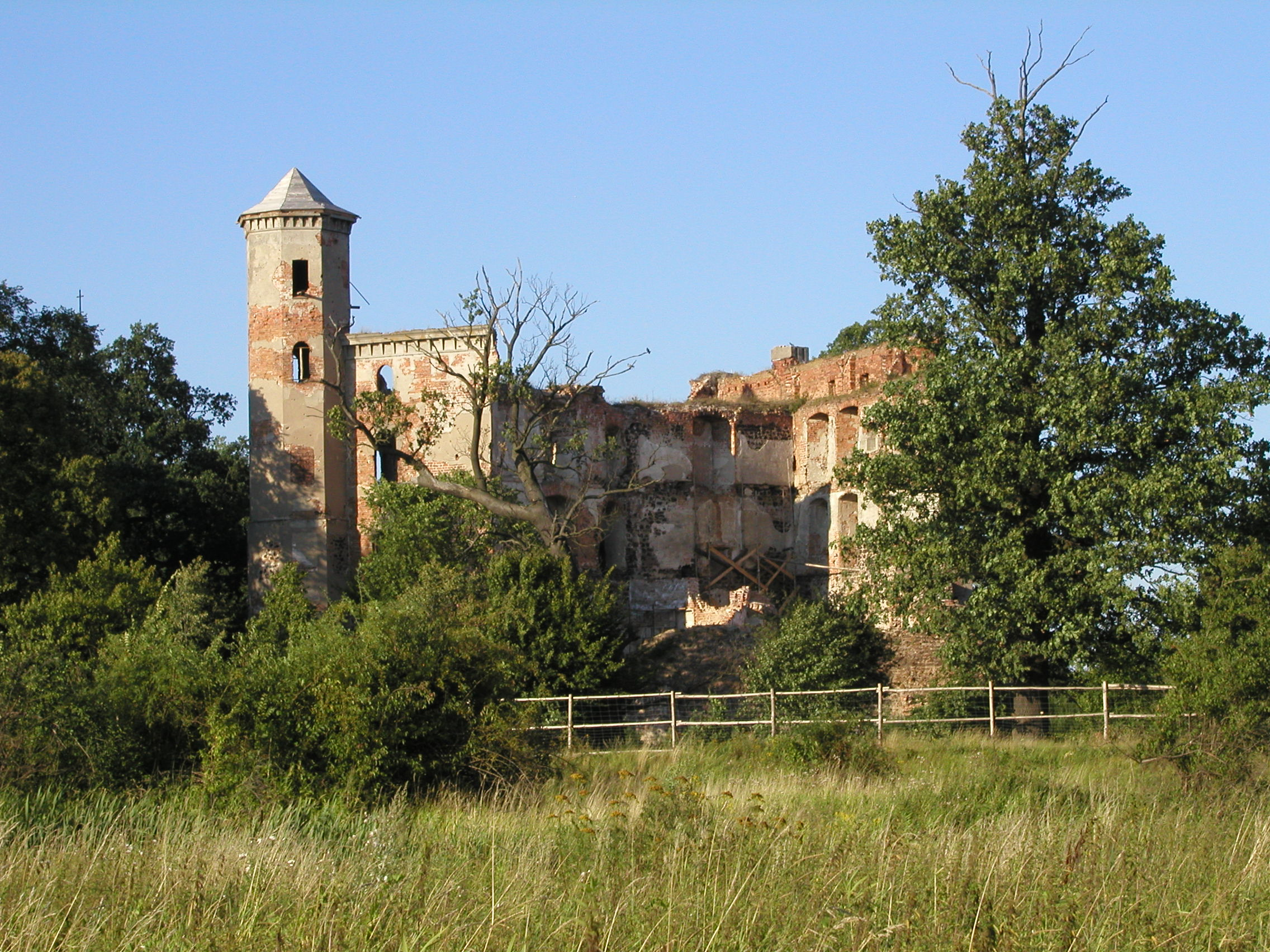
Ruiny zamku w Urazie zbudowanego na planie trójkąta

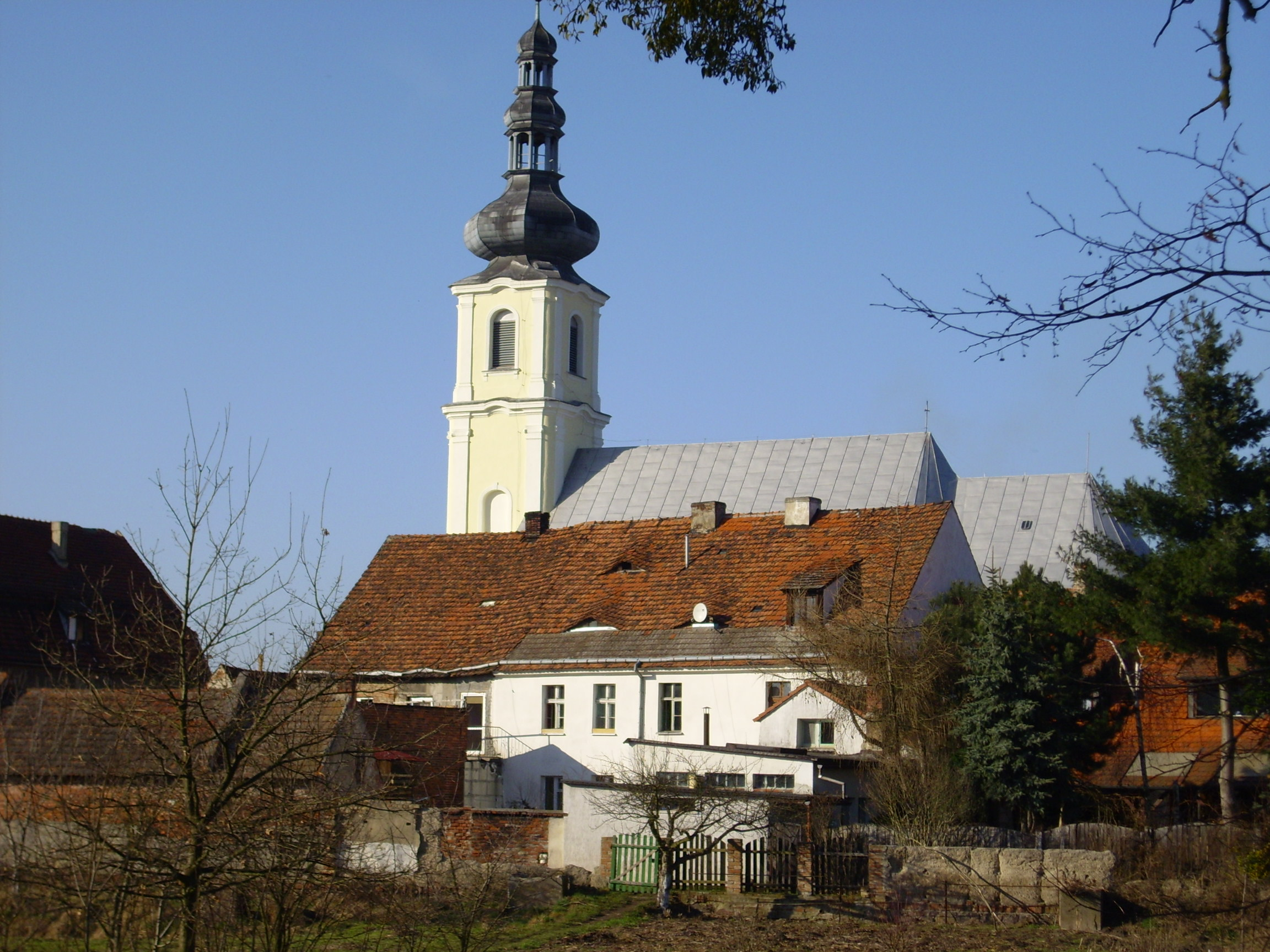
Kościół pw. św. Michała Archanioła w Urazie na początku szlaku

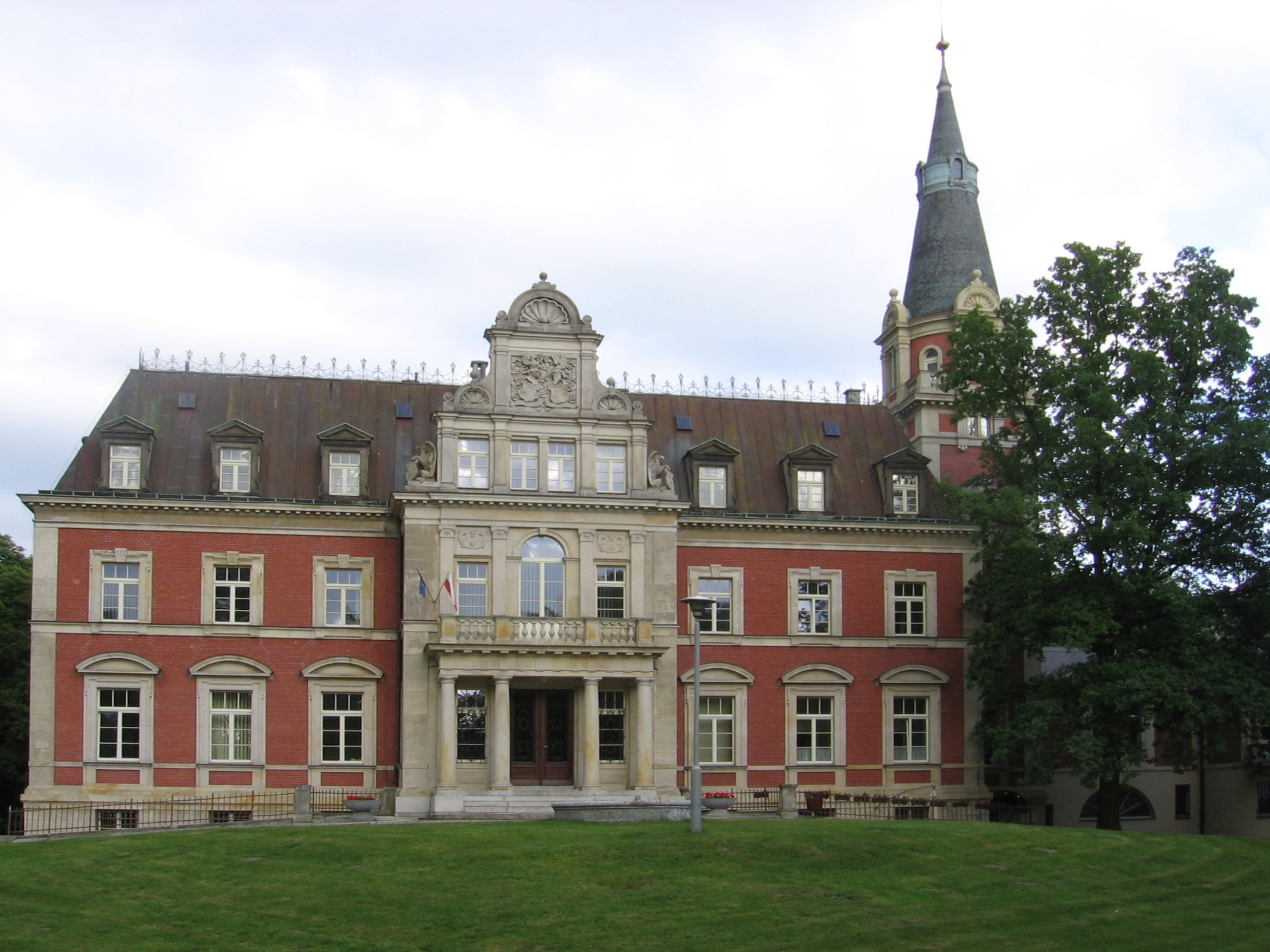
Pałac rodziny von Korn, później von Schweinichen w Pawłowicach

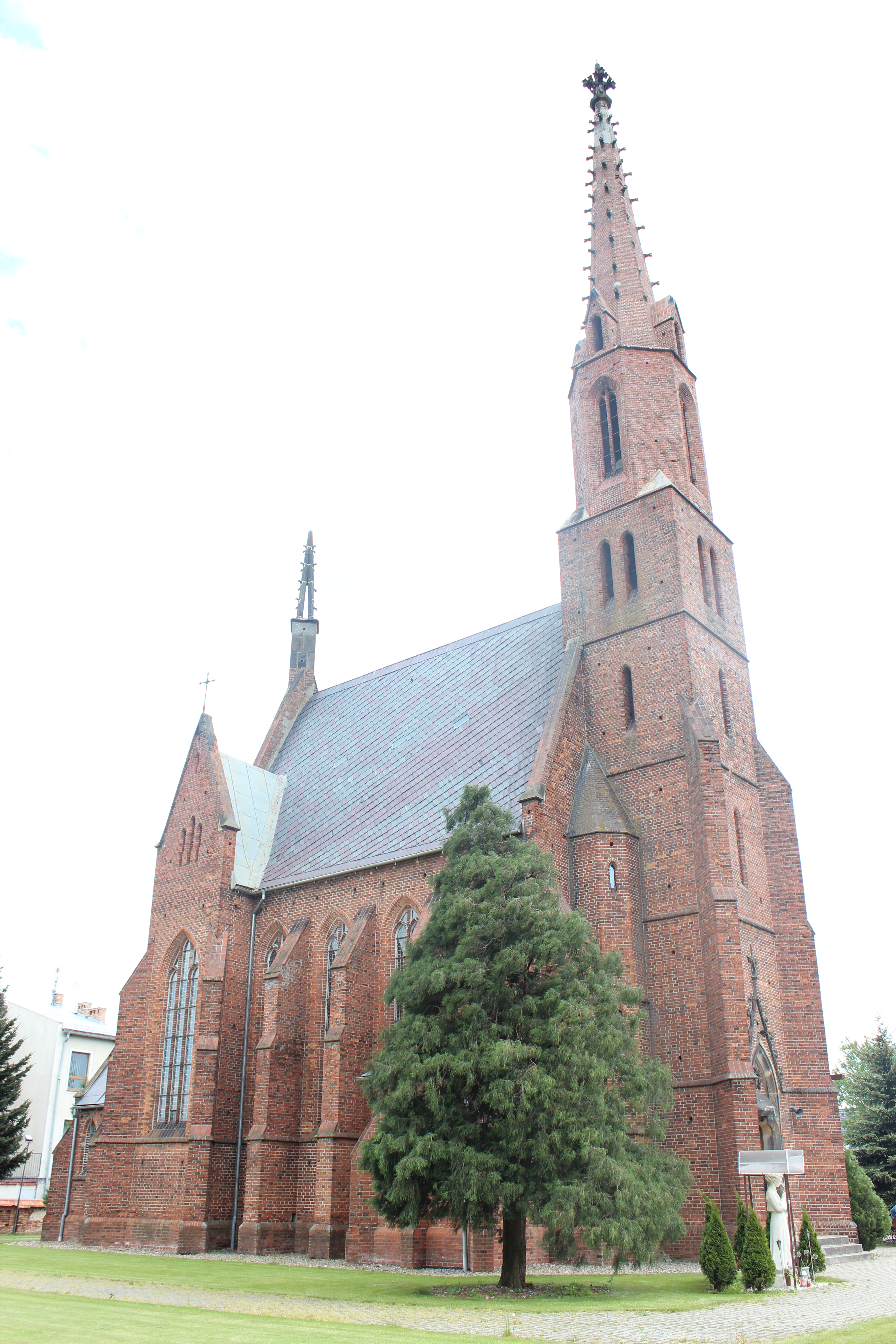
Kościół Niepokalanego Poczęcia Najświętszej Maryi Panny w Chrząstawie Wielkiej

Odcinek północny obchodzi Wrocław od strony północnej i wschodniej, wyznakowany jest w dużej części przez tereny niezurbanizowane (wałami Odry i Widawy, w dalszym odcinku pomiędzy stawami niedaleko Rakowa) i jest częściowo niedostępny dla rowerzystów.
Na przebiegu odcinka rejestr zabytków Narodowego Instytutu Dziedzictwa odnotowuje następujące obiekty:
Uraz – w XIII w. siedziba kasztelanii, miasto w latach 1288-1945, zniszczone w 1945 roku, obecnie wieś.
- Zamek w Urazie – wzniesiony po 1319 roku na niewielkim wzniesieniu nad Odrą typowy zamek nizinny. Pierwotnie dwukondygnacyjny, zbudowany na planie trójkąta, z salą o sklepieniu krzyżowym wspartym na jednym filarze, oraz – od 1630 roku – z dobudowaną wieżą. W XIX wieku gruntownie przebudowany, zniszczony w 1945 roku, runął w latach 50. Obecnie w całkowitej ruinie, w prywatnych rękach, ogrodzony, w trakcie odbudowy, dostępny do zwiedzania po uzgodnieniu z właścicielem.
- Kościół św. Michała Archanioła – barokowy, orientowany, jednonawowy, z wydzielonym prezbiterium i kwadratową wieżą od zachodu. Wewnątrz wyposażenie przywiezione w 1945 przez repatriantów z Nawarii – obraz Matki Boskiej z Dzieciątkiem z XVI wieku ufundowany przez Mikołaja Herburta Odnowskiego dla katedry lwowskiej, kolekcja tzw. rokokowej rzeźby lwowskiej (m.in. cztery rzeźby cnót kardynalnych, cztery rzeźby ewangelistów, krucyfiks, feretron), relikwiarz św. Walentego.

Kotowice – ulicówka wzmiankowana w 1203, w XIV wieku we wsi znajdowała się posiadłość rycerska określana w dokumencie z 1358 roku jako zamek, obecnie nieistniejąca.
- Kościół św. Marcina – neogotycki, wielokrotnie ulegał pożarom (1832, 1931, 1978), obecny z 1911 roku, zabytkowe wyposażenie spłonęło całkowicie 01.01.1978, kiedy to zawiadomiona staż pożarna z Wrocławia pojechała omyłkowo do innych Kotowic.

Wrocław-Widawa – od 1973 roku osiedle Wrocławia, dawniej wieś, po raz pierwszy wzmiankowana w 1193 roku
- Kościół św. Anny – wczesnoklasycystyczny z gotyckim rodowodem oraz barokowym wnętrzem. Wewnątrz trzy barokowe ołtarze, drewniane rzeźby z 1760 roku: Jakuba Apostoła i św. Jana Nepomucena, manierystyczna ambona, gotycka skarbonka z piaskowca z płaskorzeźbą św. Katarzyny oraz rokokowe konfesjonały. Na zewnątrz XVIII-wieczny posąg św. Jana Nepomucena.

Wrocław-Pawłowice – od 1970 roku osiedle Wrocławia, dawniej wieś, po raz pierwszy wzmiankowana w 1245 roku.
- Pałac Kornów – pierwotnie folwark należący do klasztoru św. Wincentego we Wrocławiu, w 1891 roku nabyty przez Henryka Korna i przekształcony w siedzibę rodową. Na frontonie pałacu zachowane herby Heinricha von Korn i Heleny z domu von Eichborn. Wokół pałacu dobrze utrzymany park o powierzchni 7.2 ha, w parku staw o powierzchni 0.4 ha, kamienny mostek sklepiony łukiem koszowym oraz glorieta. Obecnie pałac i park są własnością Uniwersytetu Przyrodniczego we Wrocławiu.

Pruszowice – ulicówka, wzmiankowana w XIV wieku jako własność Hansa von Graffona
- Dwór – szachulcowy z początku XVIII wieku, obecnie istnieje częściowo w bardzo złym stanie technicznym.

Domaszczyn – dawniej ulicówka, obecnie o zatartym układzie, wzmiankowana w 125; do 1945 część wsi należała do dóbr książęcych w Szczodrem.
- Dom Łowczego – neogotycki pałacyk myśliwski z XIX wieku o układzie angielskim, wokół zadbany park podworski, dąb – pomnik przyrody, własność prywatna, niedostępny do zwiedzania.
- Kościół Podwyższenia Krzyża Świętego – późnogotycki, orientowany, jednonawowy, wewnątrz gotycka rzeźba św. Anny Samotrzeciej z około 1520 roku.

Szczodre – wieś powstała z połączenia dwóch odrębnych wsi – wzmiankowanej w XIII wieku Raztelwitz i wzmiankowanej w 1516 roku Neudorf.
- Dawny budynek konsulatu Szwecji – ośrodek kwarantanny oraz szpital epidemiczny z okresu epidemii czarnej ospy z 1963 roku znajdujący się w dawnym budynku konsulatu Szwecji. Obecnie mieści się tam Schronisko dla Mężczyzn Towarzystwa Pomocy im. św. Brata Alberta
- Pałac Sybilli – zbudowany w latach 1685-1692, zwany „Śląskim Windsorem”, miejsce śmierci Alberta I Wettyna oraz Fryderyka Augusta III Saskiego, opuszczony w 1932 roku, spalony w 1945 roku, rozebrany w latach 50. XX wieku. Obecnie pozostały dwie oficyny z lat 1851-1867, dąb – pomnik przyrody o obwodzie 642 cm oraz park przypałacowy o powierzchni 9,75 ha i 120-hektarowy ogród krajobrazowo-botaniczny. Oficyny znajdują się obecnie w prywatnych rękach i nie są udostępnione do zwiedzania, natomiast ogród krajobrazowo-botaniczny pełni funkcję parku wiejskiego.

Długołęka – wieś gminna, wzmiankowana w 1305 roku, od 1454 roku cel pielgrzymek ze Śląska, Czech i Polski.
- Kościół św. Michała Archanioła – barokowy, orientowany, jednonawowy. Wewnątrz obraz oraz ambona z płaskorzeźbą upamiętniające odnalezienie hostii przez polskiego szlachcica (jej kradzież, a następnie odnalezienie było przyczyną tragicznych wydarzeń z roku 1453, kiedy to na podstawie oskarżeń o profanację hostii spalono chłopa ze wsi oraz kilkudziesięciu Żydów z Wrocławia).

Chrząstawa Wielka – wielodrożnica, wzmiankowana w 1327 roku, własność Henryka IV Probusa i Henryka V Grubego.
- Kościół Niepokalanego Poczęcia Najświętszej Maryi Panny – neogotycki, jednonawowy, zaprojektowany przez Alexisa Langera. Wewnątrz w ołtarzu głównym obrazy Najświętszej Marii Panny Niepokalanej, św. Jadwigi Śląskiej i św. Bernarda, w bocznym obrazy św. Jana Nepomucena, św. Filomeny z około 1864 roku autorstwa Ferdinanda Wintera[1][7][8][9][10][11][2].

### Odcinek łącznikowy
| Odległość | Atrakcje                   | Punkt                | Skrzyżowania szlaków** | Uwagi              | Dojazd                                                           |
| --------- | -------------------------- | -------------------- | ---------------------- | ------------------ | ---------------------------------------------------------------- |
| 0,0 km    | zamek · kościół            | Chrząstawa Wielka    |                        | odcinek oznakowany | Sevibus linia 845                                                |
| 3,0 km    | kościół · kaplica · dwór   | Wojnowice            |                        | odcinek oznakowany | Sevibus linia 855                                                |
| 6,8 km    | kaplica · grodzisko        | Czernica             |                        | odcinek oznakowany | Sevibus linia 855 · Przewozy Regionalne Jelcz-Laskowice, Wrocław |
| 10,3 km   | kościół · zabytek techniki | Ratowice             |                        | bez znaków         | Sevibus linia 855                                                |
| 12,5 km   | kościół · punkt widokowy   | Kotowice             | Szlak Odry             | bez znaków         | PKS Wrocław Wrocław · PKS Oława Oława, Wrocław                   |
| 14,6 km   | kolej                      | Zakrzów Kotowice PKP |                        | bez znaków         | Przewozy Regionalne Jelcz-Laskowice, Wrocław                     |

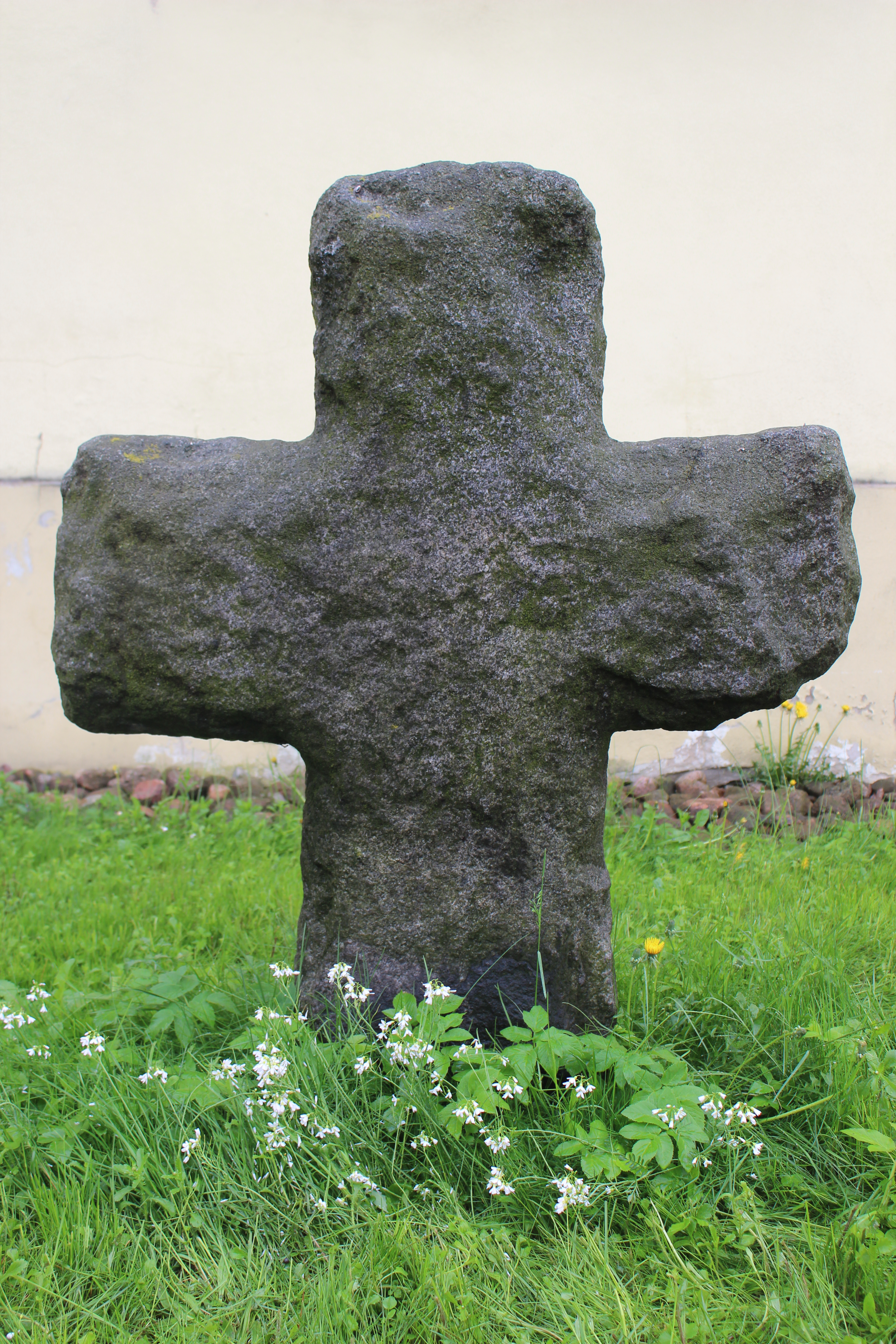
Krzyż kamienny w Wojnowicach

Po udostępnieniu przez Regionalny Zarząd Gospodarki Wodnej we Wrocławiu śluzy na Odrze w Ratowicach dla ruchu pieszego, możliwe jest przejście od końcówki wyznakowanego odcinka w Czernicy do punktu wyjściowego odcinka południowego na przystanku kolejowym Zakrzów Kotowice nieoznakowaną trasą prowadzącą w większości drogami polnymi.
Na przebiegu odcinka rejestr zabytków Narodowego Instytutu Dziedzictwa odnotowuje następujące obiekty:
Wojnowice – wieś wzmiankowana w 1286 roku, 1341 lokacja na prawie niemieckim, 1826 roku zamieszkiwana przez 18 rodzin polskich i 1 rodzinę niemiecką.
- Kościół św. Wawrzyńca – neogotycki, dekanalne sanktuarium. Wewnątrz obraz „Męczeństwo św. Wawrzyńca” Karla Sigismunda z 1804 roku oraz relikwie św. Wawrzyńca umieszczone w 1999 roku. Na zewnątrz stary, prawdopodobnie późnośredniowieczny, granitowy krzyż kamienny[12]. Krzyż nazywany jest często krzyżem pokutnym, co jednak nie ma podstaw w  dowodach ani badaniach, a jest oparte jedynie na nieuprawnionym założeniu, że wszystkie stare kamienne krzyże monolitowe,  o których pochodzeniu nie zachowały się żadne informacje,  są krzyżami pokutnymi (pojednania)[13], chociaż w  rzeczywistości powód fundacji takich krzyży może być różnoraki, tak jak każdego innego krzyża[14][15]. Niestety hipoteza ta stała się na tyle popularna, że zaczęła być odbierana jako fakt i pojawiać się w lokalnych opracowaniach, informatorach czy przewodnikach jako faktyczna informacja, bez uprzedzenia, że jest to co najwyżej luźny domysł bez żadnych bezpośrednich dowodów[16].

Ratowice – wieś wzmiankowana w 1245 roku, przyznana w 1444 roku jako zadośćuczynienie Konradowi IV Oleśnickiemu za zrzeczenie się godności biskupa.
- Śluza Ratowice – zbudowana w 1906 roku po powodzi 1903 roku śluz komorowa, jaz, budynek dyżurki śluzy i murowano-stalowy most drogowy, w 1909 roku dobudowany budynek wodnomistrzówki, remont po powodzi tysiąclecia[1][7][8][9][10][11][2].

Kotowice – wieś wzmiankowana w 1208 roku, miejsce odnalezienia 06.12.1972 roku skarbu kotowickiego składającego się z co najmniej 1090 monet i 300 ozdób srebrnych.
- Starorzecza, przy których wiosną kwitną liczne przebiśniegi[7].
- Wieża widokowa o wysokości 40 m otwarta w 2012 roku[17].

### Odcinek południowy
| Odległość | Atrakcje                                                               | Punkt                | Skrzyżowania szlaków                                                   | Dojazd |
| --------- | ---------------------------------------------------------------------- | -------------------- | ---------------------------------------------------------------------- | --- |
| 0,0 km    | kolej                                                                  | Zakrzów Kotowice PKP | Szlak Odry przychodzi z kierunku Oławy                                 | Przewozy Regionalne Jelcz-Laskowice, Wrocław · Koleje Dolnośląskie Jelcz-Laskowice, Wrocław                                                     |
| 7,6 km    | kolej · miejsce kultu                                                  | Siechnice            | Via Regia Szlak Odry odchodzi w kierunku centrum Wrocławia             | Sevibus, linia 900P, 900L i 901 · Przewozy Regionalne Jelcz-Laskowice, Wrocław · Koleje Dolnośląskie Jelcz-Laskowice, Wrocław                   |
| 9,9 km    | kościół · kaplica · park · dwór                                        | Święta Katarzyna     |                                                                        | Sevibus, linia 900P, 900L i 901 |
| 12,9 km   | kolej                                                                  | Smardzów             |                                                                        | Sevibus, linia 900P, 900L i 910 |
| 14,3 km   | kościół · park · dwór                                                  | Żerniki Wrocławskie  |                                                                        | Sevibus, linia 900P, 900L i 901 · Koleje Dolnośląskie Jelcz-Laskowice, Legnica, Węgliniec, Wrocław, Zgorzelec                                   |
| 17,2 km   | zabytek                                                                | Biestrzyków          |                                                                        | PKS Oława Strzelin, Wrocław · Trako Kąty Wrocławskie, Wrocław                                                                                   |
| 18,7 km   | zabytek                                                                | Wysoka               |                                                                        | PKS Oława Strzelin, Wrocław · Trako Wrocław · MPK Wrocław, linia 612                                                                            |
| 22,6 km   | zamek · muzeum · hotel                                                 | Ślęza                |                                                                        | MPK Wrocław, linia 612 |
| 24,6 km   | kościół · park · dwór · drzewo · grodzisko · zabytek · pomnik przyrody | Bielany Wrocławskie  |                                                                        | BUSPOL Sobótka, Wrocław · Usługi autokarowe M.Romańczuk Bielawa, Dzierżoniów, Wrocław · PKS Świdnica Świdnica, Wrocław · MPK Wrocław, linia 612 |
| 30,7 km   | kościół · park · kaplica · pomnik przyrody                             | Tyniec Mały          |                                                                        | PKS Wrocław Sobótka, Wrocław · BUSPOL Sobótka, Wrocław · PKS Kamienna Góra Kamienna Góra, Wrocław                                               |
| 33,3 km   | park · dwór · pomnik przyrody                                          | Biskupice Podgórne   |                                                                        | Anita Przewozy Osobowe Kąty Wrocławskie, Wrocław · MPK Wrocław, linia 602, 607                                                                  |
| 37,5 km   | kościół                                                                | Jaszkotle            |                                                                        | PKS Wrocław Kąty Wrocławskie, Środa Śląska, Wrocław                                                                                             |
| 39,8 km   | kolej · kościół · ruiny                                                | Smolec               | Muchobór Wielki – Sobótka                                              | Trako Kąty Wrocławskie, Wrocław · Przewozy Regionalne Jelenia Góra, Wałbrzych, Wrocław                                                          |
| 42,8 km   | dwór                                                                   | Kębłowice            | Bałtyk – Adriatyk przychodzi z centrum Wrocławia                       | Trako Kąty Wrocławskie, Wrocław · KRUK Udanin, Wrocław MPK Wrocław, linia 909                                                                   |
| 44,1 km   | kościół · pomnik                                                       | Skałka               | Bałtyk – Adriatyk odchodzi w kierunku Kątów Wrocławskich               | Trako Kąty Wrocławskie, Wrocław |
| 45,3 km   | park · dwór                                                            | Samotwór             | Uraz – Kąty Wrocławskie przychodzi z Kątów Wrocławskich                | MPK Wrocław, linia 909 |
| 48,6 km   | kościół                                                                | Wrocław-Jerzmanowo   | Uraz – Kąty Wrocławskie odchodzi w kierunku Wrocław-Leśnica inną trasą | MPK Wrocław, linia 109, 249, 909 |
| 51,2 km   | grodzisko · park · pomnik przyrody                                     | Wrocław-Złotniki     |                                                                        | MPK Wrocław, linia 109, 129, 909 |
| 53,9 km   | kościół · park · zamek · pomnik · kolej                                | Wrocław-Leśnica      | Szlak Odry Uraz – Kąty Wrocławskie                                     | MPK Wrocław, linia 148, tramwaje 10, 20, 3 |
| 60,4 km   | kościół · pomnik · miejsce kultu                                       | Lutynia              |                                                                        | Trako Bogdaszowice, Wrocław · PKS Wrocław Środa Śląska, Wrocław                                                                                 |
| 63,8 km   | kościół · dwór                                                         | Błonie               |                                                                        | PKS Lubin Środa Śląska, Wrocław · PKS Wrocław Środa Śląska, Wrocław · Tarnowscy Komunikacja Międzymiastowa Lubin, Wrocław                       |
| 68,6 km   | kościół                                                                | Miękinia             |                                                                        | PKS Wrocław Środa Śląska, Mrozów · Koleje Dolnośląskie Jelcz-Laskowice, Legnica, Węgliniec, Wrocław, Zgorzelec                                  |
| 72,9 km   | kościół · miejsce kultu · park · dwór · grodzisko                      | Mrozów               |                                                                        | PKS Wrocław Środa Śląska · Koleje Dolnośląskie Jelcz-Laskowice, Legnica, Węgliniec, Wrocław, Zgorzelec · Przewozy Regionalne Legnica, Wrocław   |
| 74,8 km   | park · zamek                                                           | Wojnowice            | Odra – Barycz Uraz – Kąty Wrocławskie Via Regia                        | PKS Wrocław Mrozów, Środa Śląska |
| 77,5 km   | kościół · ruiny                                                        | Brzezina             | Odra – Barycz przychodzi z Wojnowic inną trasą                         | MPK Wrocław, linia 917, 923 |
| 79,0 km   | kościół                                                                | Brzezinka Średzka    | Szlak Odry Odra – Barycz odchodzi w kierunku Brzegu Dolnego            | PKS Wrocław Lenartowice, Miękinia, Wilkszyn · Przewozy Regionalne Głogów, Ścinawa, Wołów, Wrocław, Zielona Góra                                 |

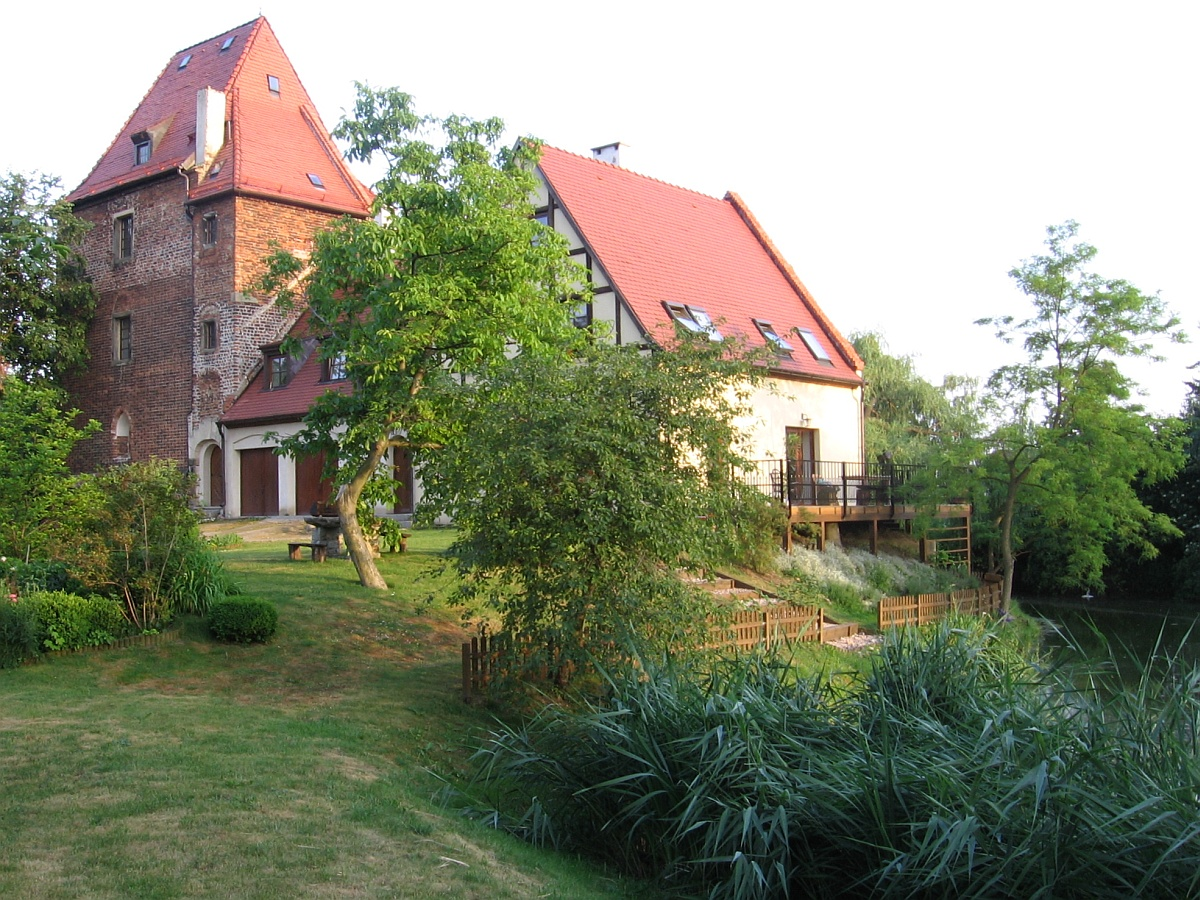
Rycerska wieża mieszkalna w Biestrzykowie

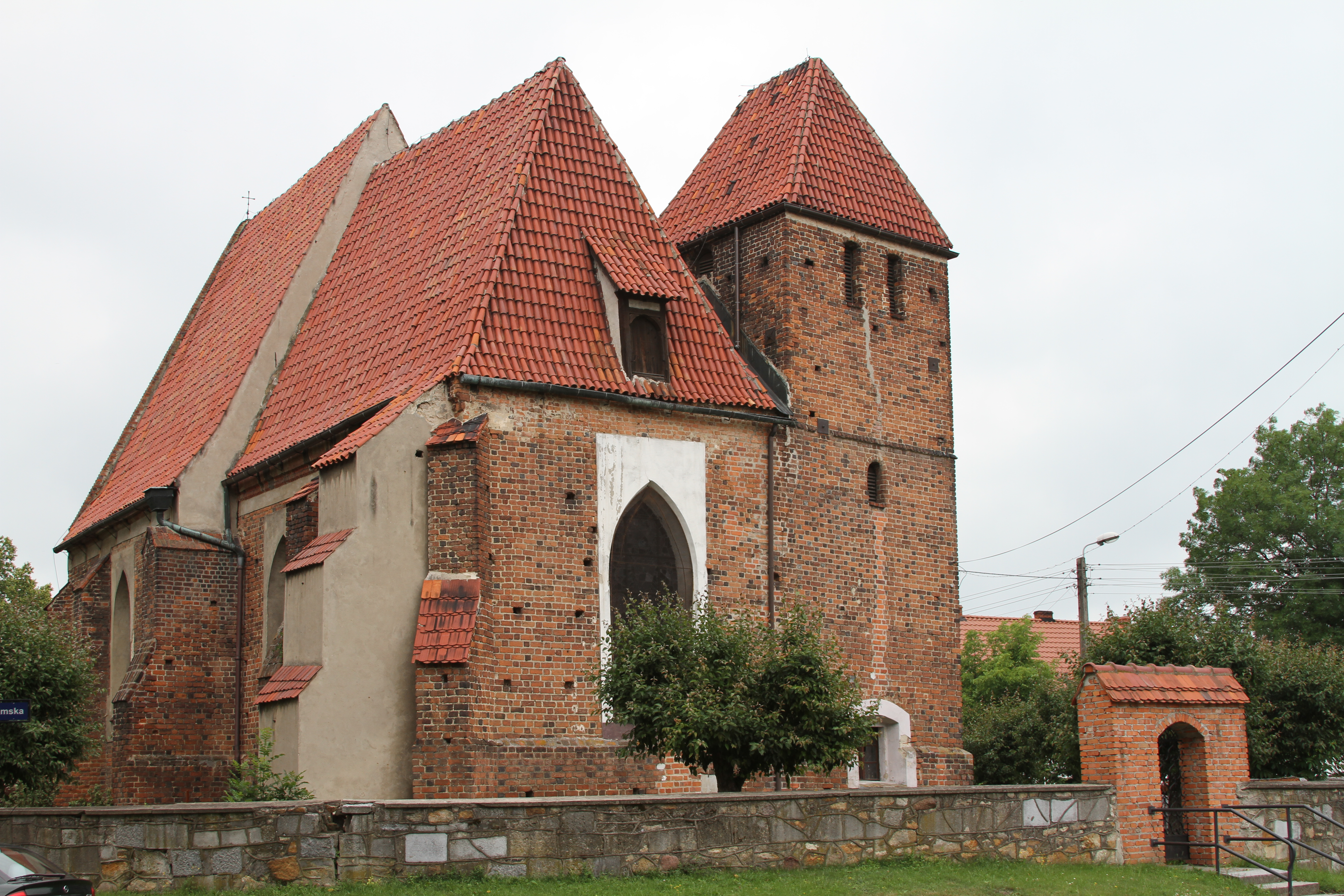
Kościół Wniebowzięcia Najświętszej Maryi Panny w Tyńcu Małym

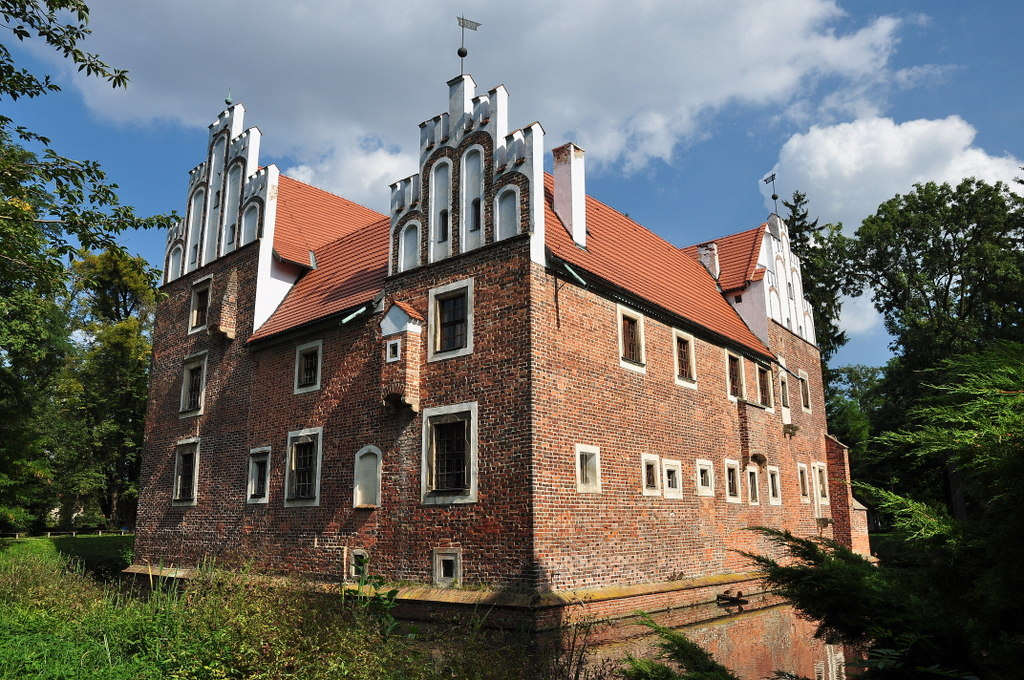
Gotycko-renesansowy nawodny zamek w Wojnowicach

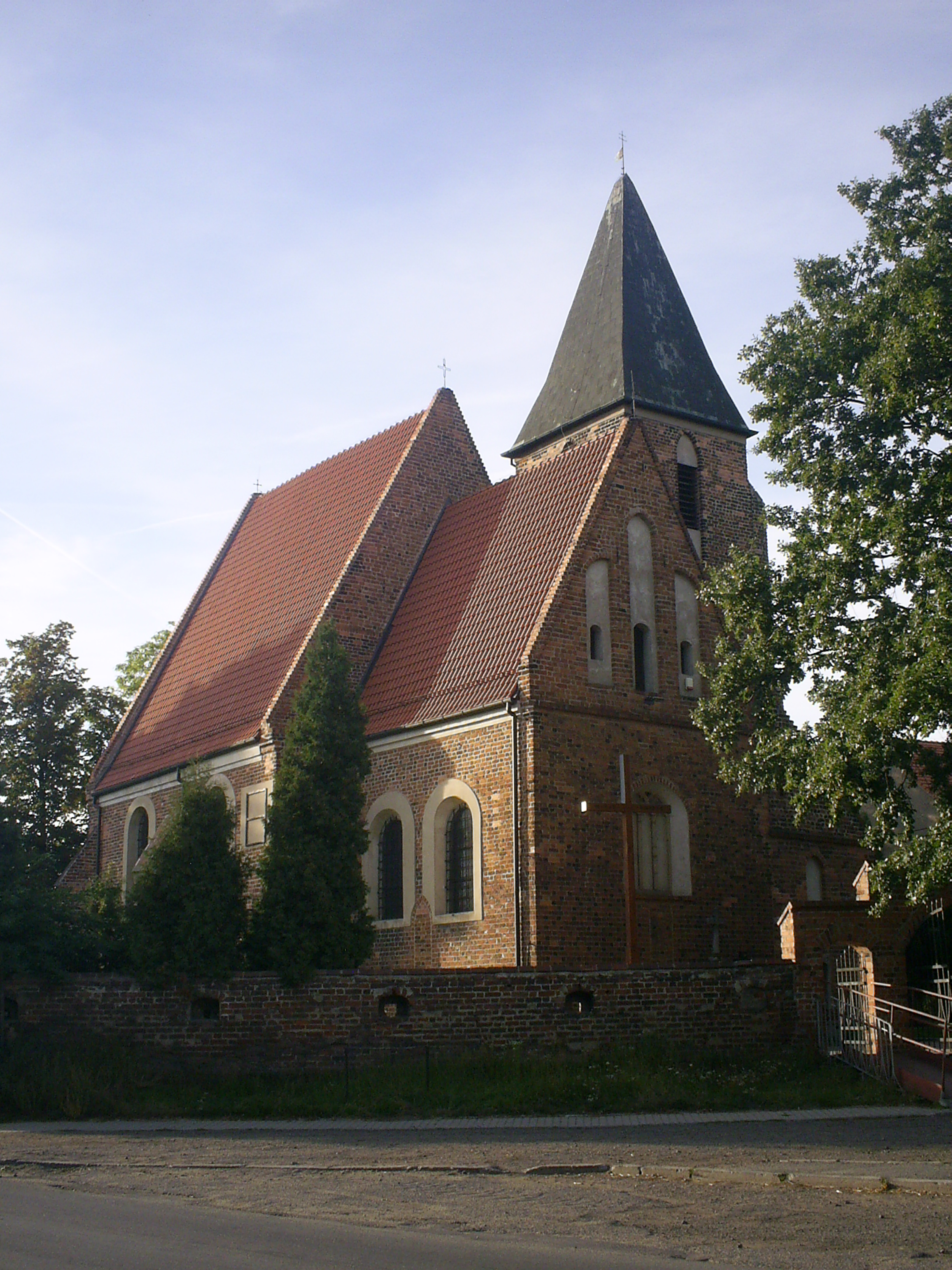
Kościół Wniebowstąpienia Pana Jezusa w Jaszkotlu

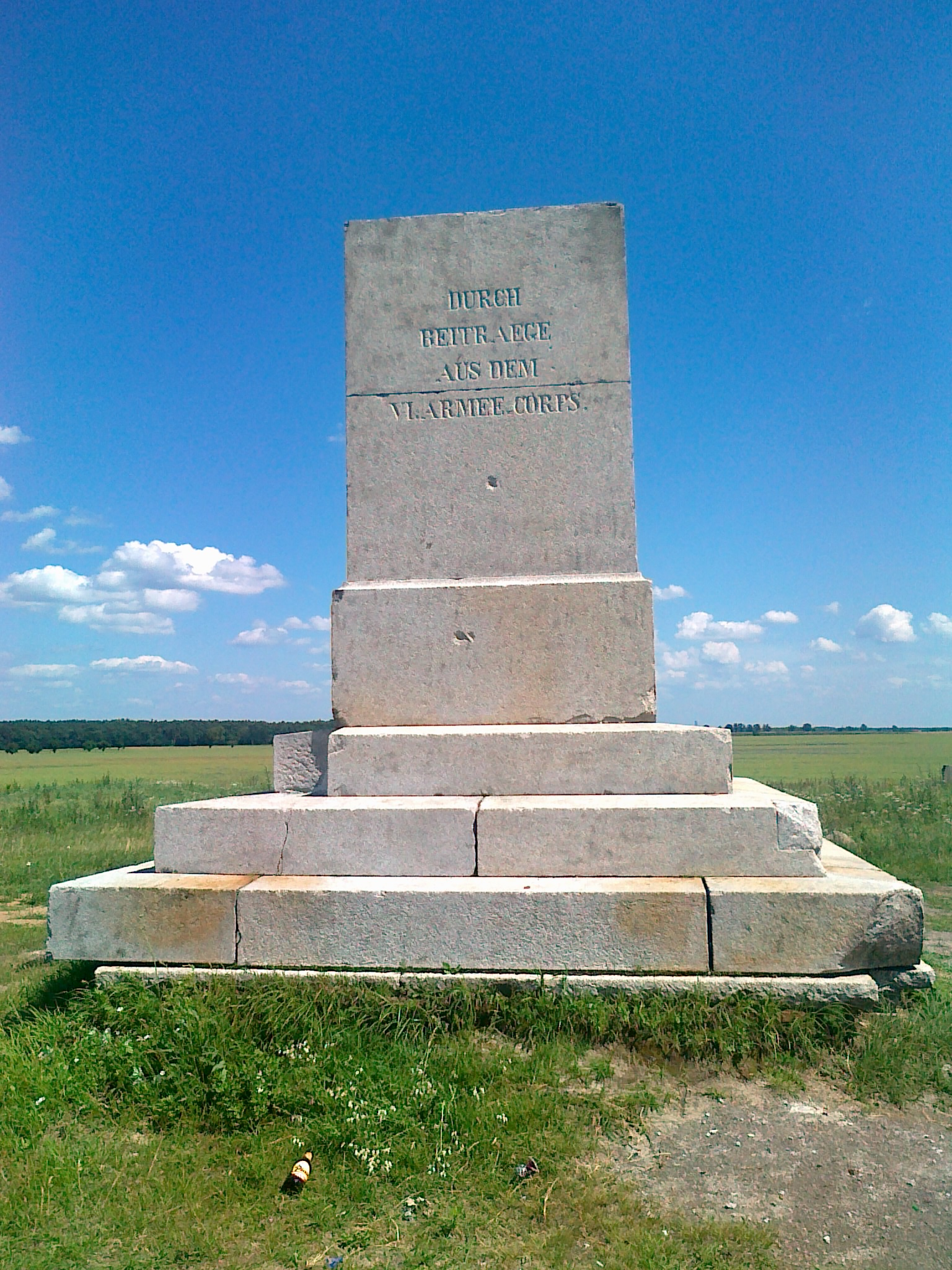
Pomnik bitwy pod Lutynią

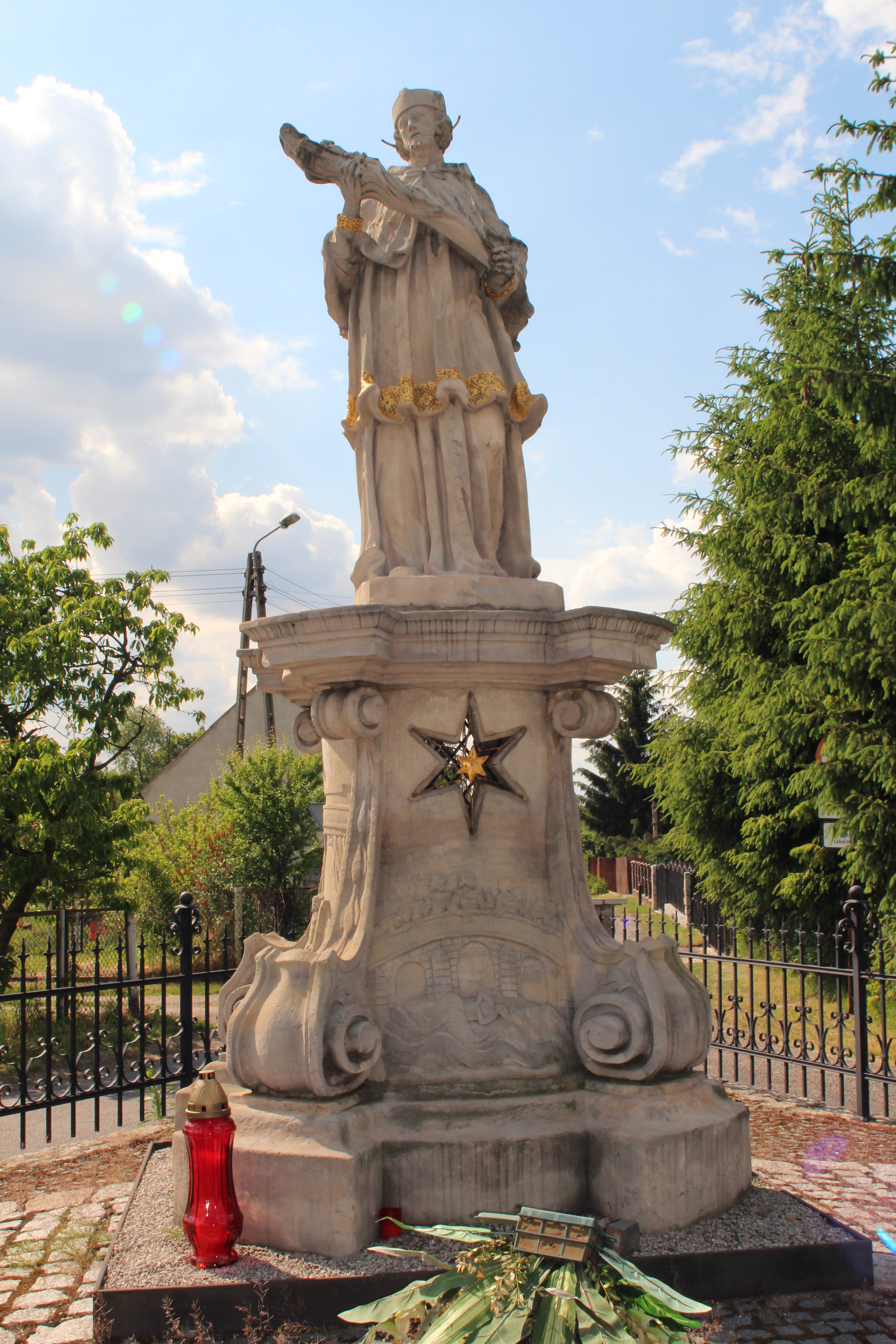
Figura św. Jana Nepomucena w Mrozowie

Odcinek południowy obchodzi Wrocław od strony południowej i zachodniej (wyznakowany przez tereny zabudowane) drogami (w środkowym odcinku głównie drogami asfaltowymi) i na całym swoim przebiegu jest dostępny dla rowerzystów.
Projektowany park krajobrazowy „Dolina Odry i Oławy” – obszar występowania 32 rzadkich lub podlegających ochronie gatunków roślin, 140 gatunków ptaków (takich jak bąk zwyczajny, bocian czarny, kania ruda, orlik krzykliwy oraz żuraw).
Na przebiegu odcinka rejestr zabytków Narodowego Instytutu Dziedzictwa odnotowuje następujące obiekty:
Święta Katarzyna – wielodrożnica wzmiankowana w 1257, nazwa wsi pochodząca od imienia patronki kościoła
- Sanktuarium Matki Bożej Częstochowskiej – późnoromański, orientowany, jednonawowy, wzmiankowany po raz pierwszy w 1257 roku, najstarszą częścią są pochodzące z XV wieku wieża i zakrystia, w 1945 wysadzony przez armię niemiecką – pozostały relikty ścian i uszkodzona wieża. Wewnątrz kopia obrazu Matki Boskiej Częstochowskiej przywieziona z Doliny, płyty nagrobne Błażeja Schari zmarłego w 1502 roku i członka rodu von Reisewitz zmarłego około 1500 roku. Na zewnątrz późnogotycka chrzcielnica wyrzeźbiona z piaskowca. Obecnie sanktuarium Matki Bożej Częstochowskiej.

Biestrzyków – wieś wzmiankowana w 1234 roku (istnieje przypuszczenie, iż może być wzmiankowana w 1221 roku pod nazwą Petrcz).
- Rycerska wieża mieszkalna – mieszkalna wieża obronna (jedna z dwóch zachowanych w okolicach Wrocławia), wzmiankowana po raz pierwszy w 1411 roku, zwana rycerską; spłonęła w 1945 roku. Na przełomie XX i XXI wieku wyremontowana i – przy zachowaniu zabytkowego charakteru przekształcona – w dom mieszkalny. Obok zachowany staw – pozostałość dawnej fosy.

Ślęza – wieś wzmiankowana w 1155 roku leży pomiędzy Ślęzą a kanałem łączącym Ślęzę i Szaloną.
- Dwór z wieżą mieszkalną – dwór-zamek z pierwotnie średniowieczną gotycką wieżą mieszkalną, renesansowe skrzydło południowe, barokowe skrzydło północne; przebudowany w XIX i XX wieku. Po remoncie w ostatnich latach znajduje się w nim hotel z restauracją oraz Muzeum Motoryzacji, prezentujące kolekcję samochodów osobowych i motocykli wyprodukowanych w XX w.

Bielany Wrocławskie – ulicówka wzmiankowana w 1336 roku, obecnie przemysłowo-handlowe Centrum Bielany.
- Kościół św. Andrzeja Apostoła – późnogotycki, orientowany, jednonawowy XV-wieczny kościół. Wewnątrz – w ołtarzu głównym obraz Męczeństwo św. Andrzeja z około 1700 roku, w kościele gotyckie sakramentarium, fragmenty rzeźbionego ołtarza z około 1400 roku, barokowa figura św. Jana Nepomucena z około 1730 roku. Na zewnątrz gotycki portal z połowy XIV wieku oraz XV-wieczna granitowa chrzcielnica.

Tyniec Mały – wieś wzmiankowana w 1193 roku.
- Kilkanaście pomnikowych drzew (dąb o obwodzie 340 cm, dwie białe topole o obwodzie 520 cm i wysokości 35 m, cis o obwodzie 110 cm, buk zwisający o obwodzie 235 cm i wiąz górski o obwodzie 360 cm).
- Kościół Wniebowzięcia Najświętszej Maryi Panny – gotycki, orientowany, jednonawowy, z 1516 roku. Wewnątrz dwie gotyckie rzeźby z około 1500 roku oraz gotyckie sakramentarium z 1516 roku. Na zewnątrz kamienna kapliczka słupowa z XV wieku.

Jaszkotle – wielodrożnica wzmiankowana w 1155 roku, obecnie przysiółek należący do wsi Gądów.
- Kościół Wniebowstąpienia Pana Jezusa – gotycki, orientowany, jednonawowy, z 1473 roku. Wewnątrz gotycka rzeźba Madonny z Dzieciątkiem z XV wieku, wolnostojąca rzeźba św. Jana Nepomucena, barokowa ambona z płaskorzeźbą Jezusa oraz obrazy Czterej Ewangeliści i Ukrzyżowanie ze szkoły Willmanna.

Skałka – ulicówka wzmiankowana w 1250 roku;
- Kościół św. Marii Magdaleny – gotycki, orientowany, jednonawowy, z 1426 roku. Wewnątrz gotycka piaskowcowa chrzcielnica z 1500 roku, barokowa zdekompletowana gloria św. Jana Nepomucena (bez postaci świętego), rzeźba Madonny z Dzieciątkiem oraz obrazy olejne na płótnie: Męczeństwo św. Bartłomieja, św. Tekla, stacje Męki Pańskiej.
- Figura św. Jana Nepomucena – z 1730 roku uszkodzona, przy ul. Łąkowej u wylotu ul. Szkolnej.

Wrocław-Jerzmanowo – od 1973 roku osiedle Wrocławia, dawniej wieś, po raz pierwszy wzmiankowana w 1245 roku;
- Kościół św. Jadwigi – gotycki, orientowany, jednonawowy, XIV-wieczny. Wewnątrz gotyckie sakramentarium z przełomu XV/XVI wieku, barokowy ołtarz z XVIII wieku, sześć płyt nagrobnych i epitafijnych (dwie z 1603 roku). Na wieży spiżowy dzwon z 1483 roku.

Wrocław-Leśnica – miasto w 1261 – XVIII wiek, po raz pierwszy wzmiankowana w 1201 roku, obecnie osiedle Wrocławia od 1928 roku;
- Zespół pałacowo–parkowy – wzmiankowany w 1271 roku, od XIII wieku własność mieszczan wrocławskich, przebudowany w XVIII wieku. W XIX w. przekształcony w rezydencję, w 1836 założono park, w 1945 zdewastowany, w 1953 spłonął, zniszczeniu uległo całe wyposażenie wnętrz. Odbudowany, obecnie siedziba Leśnickiego Ośrodka Kultury „Zamek”. Na zewnątrz park odrestaurowany zgodnie z pierwotnym projektem, dęby–pomniki przyrody oraz fortyfikacje bastejowe ze strzelnicami kluczowymi.
- Kościół św. Jadwigi – gotycki z elementami barokowymi, jednonawowy, z drugiej połowy XV wieku. Wewnątrz na stropie malowidła z 1739 roku autorstwa Feliksa Antona Schefflera, ołtarz główny i ambona z 1745-1756 roku, obrazy Matki Boskiej, św. Jadwigi i św. Macieja. Na zewnątrz na wieży maswerkowa dekoracja.
- Pomnik Matki Boskiej i św. Jana Nepomucena – ufundowany w 1743 roku, na cokole trzy płaskorzeźby przedstawiające męczeństwo św. Jana Nepomucena („Spowiedź królowej”, „Przesłuchanie przez króla” i „Zrzucenie z mostu do Wełtawy”).

Lutynia – owalnica wzmiankowana w 1324 roku.
- Kościół św. Józefa Oblubieńca Najświętszej Maryi Panny – gotycki, orientowany, jednonawowy, z 1335 roku. Wewnątrz kamienne sakramentarium z XV wieku, „Pietà” z XVIII wieku, renesansowe stalle, kazalnica, figura św. Anny Samotrzeciej z początku XVI wieku. Na zewnątrz epitafia Anny i Jerzego Schelendorfów i kule z okresu wojny siedmioletniej wmurowane w ściany kościoła.
- Pomnik bitwy pod Lutynią – wzniesiony w 1907 roku, upamiętniający bitwę wojny siedmioletniej. Obecnie zachował się cokół murowany z ciosów granitowych, ze śladami uszkodzeń spowodowanych przez kule.

Mrozów – wielodrożnica, wzmiankowana w 1244 roku.
- Kościół Najświętszej Maryi Panny Zwycięskiej – barokowy, orientowany, jednonawowy, z 1335 roku. Odbudowany w 1684 jako wotum za zwycięstwo pod Wiedniem i uchronienie Śląska przed Turkami. Wewnątrz na ołtarzu głównym obraz Matki Boskiej Zwycięskiej, rzeźby św. Franciszka Ksawerego i św. Franciszka Salezego, ambona z końca XVII wieku.
- Pomnik św. Jana Nepomucena – barokowy, wolnostojący, na cokole relief przedstawiający relikwiarz z wyobrażeniem języka Świętego oraz scenami zrzucenia do Wełtawy i spowiedzi królowej Zofii.

Wojnowice – wieś wzmiankowana w 1291 roku, nazwa wsi inspirowana częstym w średniowieczu imieniu Wojen.
- Zamek – gotycko-renesansowy, nawodny, na rzucie prostokąta, z 1530 roku. W 1545-1560 przebudowany w stylu renesansowym, po 1945 opuszczony, zabezpieczony w 1956, następnie odbudowany i znacznie przebudowany. Na zewnątrz park krajobrazowy, XIX-wieczny most, renesansowy portal. Obecnie znajduje się w nim hotel i restauracja.

Brzezina – wieś wzmiankowana w 1202 roku.
- Kościół Matki Bożej Różańcowej – orientowany, wewnątrz gotycki tryptyk ze szkoły Wita Stwosza, renesansowe: ambona, stalle, chrzcielnica i sakramentarium, barokowy ołtarz z końca XVIII wieku. Na zewnątrz siedem całopostaciowych płyt nagrobnych wmurowanych w mury kościoła[1][7][8][9][10][11][2].

Przebieg szlaku został zweryfikowany według stanu z 2012.

## Odznaka

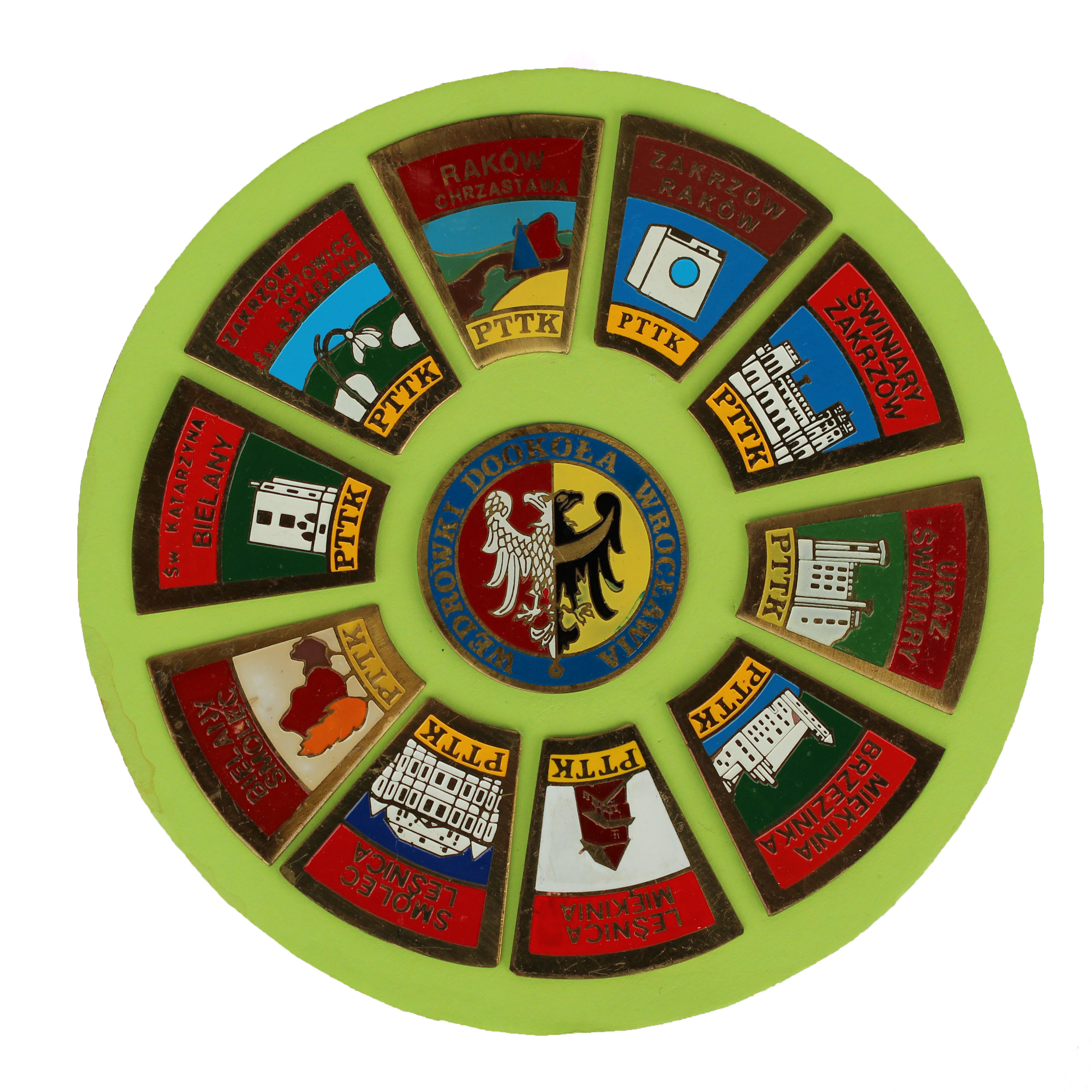

PTTK Wrocław-Fabryczna ustanowił odznakę turystyczno-krajoznawczą „Wędrówki Dookoła Wrocławia”. Za każdy odcinek przebytego szlaku przyznawana jest odznaka cząstkowa, za przebycie wszystkich dodatkowy element łączący. Zgodnie z regulaminem odznaki pierwszy odcinek biegnie z Wrocławia-Leśnicy do Miękini, a częściowo wyznakowany odcinek łącznikowy Chrząstawa Wielka – Zakrzów Kotowice PKP jest odcinkiem dodatkowym, za który nie jest przyznawana odznaka cząstkowa.

## Przewodniki
Szlak dookoła Wrocławia doczekał się następujących przewodników:
1. Z plecakiem po województwie wrocławskim (rok wydania 1986, 76 stron, 120x205 mm, autor Jerzy Maciejewski) – na stronach 29-42 skrótowy opis szlaku wraz z podstawowymi informacjami krajoznawczymi[21].
2. Na spacerowym szlaku dookoła Wrocławia (rok wydania 1991, 120x165 mm, autor Jerzy Maciejewski) – opisuje przebieg szlaku (wraz ze schematycznymi mapkami odcinków) oraz podający informacje krajoznawcze o wsiach podwrocławskich i osiedlach Wrocławia znajdujących się na szlaku. W przewodniku odcinki zostały podzielone zgodnie z regulaminem odznaki „Wędrówki Dookoła Wrocławia”, a na jego końcu znajduje się jej regulamin[1].
3. Żółty szlak turystyczny dookoła Wrocławia im. dr. Bronisława Turonia: rowerowe trasy dojazdowe: przewodnik (rok wydania 2005, 320 stron,110x205 mm, kolorowe ilustracje, redakcja Krzysztof Garbaczewski) – opisuje przebieg szlaku (wraz z wycinkami mapy dla każdego odcinka) oraz odcinka łącznikowego i pięciu dojazdowych tras rowerowych, tym samym „udostępniając” szlak ten rowerzystom. W przewodniku odcinki zostały podzielone zgodnie z regulaminem odznaki „Wędrówki Dookoła Wrocławia”, a na jego końcu znajduje się jej regulamin oraz karta potwierdzeń[7].

Po roku 2005 wydawane były tylko mapy okolic Wrocławia pokazujące aktualizowany w terenie przebieg szlaku wraz z odległościami. Najnowsze wydawnictwo to mapa Wokół Wrocławia wydana w 2012 roku na której dodatkowo umieszczono informacje o stanie szlaku i jego oznakowania.